# وصف مملكة جورجيا (كتاب)
وصف مملكة جورجيا: عادات وشرائع جورجيا (بالجورجية: აღწერა სამეფოსა საქართველოსა, ზნენი და ჩვეულებანი საქართველოსანი) هو العمل الذي كتبه الأمير الملكي فاخوشتي الكارتلي والذي اكتمل في 20 تشرين الأول 1745 في موسكو. يصف العمل بالتفصيل جغرافية جورجيا ومناطقها وشعوبها، ويروي تاريخ جورجيا منذ نشأتها وحتى النصف الأول من القرن الثامن عشر، ويتطرّق للعديد من الدول الإسلامية في القوقاز. أُدرج العمل في سجل ذاكرة العالم الدولي التابع لليونسكو في عام 2013 م.